# اینا استپانوا
اینا استپانوا (روسی: Инна Яковлевна Степанова؛ زادهٔ ۱۷ آوریل ۱۹۹۰) ورزشکار تیراندازی با کمان اهل روسیه است.
وی در مسابقات کشوری و بین‌المللی در مجموع برندهٔ ۳ مدال طلا، ۳ مدال نقره، ۴ مدال برنز شده‌است.